# زين بيك
زين بيك (بالإنجليزية: Zinn Beck)‏ هو لاعب كرة قاعدة أمريكي، ولد في 30 سبتمبر 1885 في ستوبنفيل في الولايات المتحدة، وتوفي في 19 مارس 1981 في ويست بالم بيتش في الولايات المتحدة.

## وصلات خارجية
- زين بيك على موقعبيزبول رفرنس.كوم (الدوري الرئيسي) (الإنجليزية)